# Alejo Igoa
Alejo Igoa (Posadas, Argentina; 23 de agosto de 1996), es una celebridad de Internet y youtuber argentino, reconocido por ser actualmente el creador en español más grande en YouTube, con más de 88 millones de suscriptores.
Ha recibido el Eliot Award en 2022 en la categoría “Líder Digital”, uno de los reconocimientos más destacados para creadores de contenido en habla hispana. También fue galardonado en dos ocasiones con el Premio Martín Fierro Digital al “Mejor Youtuber del Año” y obtuvo nominaciones a los Nickelodeon Kid's Choice Awards Argentina y a los MTV Miaw Awards.

## Biografía
Alejo Igoa nació en Posadas, Argentina. Más adelante, se trasladó a Rosario para comenzar estudios en arquitectura, aunque luego decidió dedicarse por completo a la creación de contenido digital en YouTube. Influenciado principalmente por los creadores de contenido digital estadounidenses, subió su primer video en 2014, titulado «Solo sé vos mismo». Dada la popularidad que experimentó con su canal en poco tiempo, en 2015 fue invitado por el Ministerio de Turismo de Israel para viajar a Tel Aviv y Jerusalén con el objetivo de promover el turismo en Israel.
En 2016 fue nominado a los Kid's Choice Awards Argentina en la categoría “revelación digital”. Ese mismo año hizo una breve aparición como actor invitado en la serie juvenil Kally's Mashup de Nickelodeon. En 2017 y 2018 recibió nominaciones en premios como los Premios Martín Fierro Digital y los Premios MTV Miaw, en categorías vinculadas a YouTube, redes sociales e influencia digital.   
Tras residir un tiempo en Bogotá y Ciudad de México para expandir su presencia internacional, en 2018 fue invitado por Nickelodeon a participar en la gala de los Kid's Choice Awards celebrada en Los Ángeles. En 2019 obtuvo el Premio Martín Fierro Digital como “Mejor Youtuber del Año”, en una ceremonia realizada en Buenos Aires.
En 2022, Igoa recibió el botón de diamante de YouTube al superar los diez millones de suscriptores en su canal.  Ese mismo año, el diario argentino Clarín lo destacó por alcanzar una de las mayores cifras de reproducciones mensuales en el mundo hispanohablante.
A comienzos de 2023 superó los veinte millones de suscriptores y, el 1 de abril, fue distinguido nuevamente como “Mejor Youtuber del Año” en los Premios Martín Fierro Digital, celebrados en Neuquén. En octubre fue nominado a los Eliot Awards 2023 en Ciudad de México en la categoría “Líder Digital”, y en diciembre alcanzó los treinta millones de suscriptores, convirtiéndose en el primer youtuber argentino en lograr dicha cifra.

## Premios y nominaciones
| Año  | Evento                                    | Categoría                          | Resultado | Ref.   |
| ---- | ----------------------------------------- | ---------------------------------- | --------- | ------ |
| 2016 | Nickelodeon Kid's Choice Awards Argentina | Revelación digital                 | Nominado  | [ 3 ]  |
| 2017 | Premios Martín Fierro Digital             | Mejor de los más vistos en YouTube | Nominado  | [ 5 ]  |
| 2017 | Fans Awards                               | Crack de redes                     | Nominado  | [ 18 ] |
| 2017 | Premios MTV Miaw                          | Supercolab del año                 | Nominado  | [ 6 ]  |
| 2018 | Premios MTV Miaw                          | Instagrammer nivel Dios: Argentina | Nominado  | [ 7 ]  |
| 2019 | Premios Martín Fierro Digital             | Mejor Youtuber del Año             | Ganador   | [ 9 ]  |
| 2022 | Eliot Awards                              | Líder Digital                      | Ganador   | [ 16 ] |
| 2023 | Premios Martín Fierro Digital             | Mejor Youtuber del Año             | Ganador   | [ 13 ] |
| 2023 | Eliot Awards                              | Líder Digital                      | Nominado  | [ 15 ] |